# ادنور
ادنور (به اسپانیایی: Edenor) بزرگترین توزیع‌کننده برق در آرژانتین است، که یکی از شرکت‌های تابعه گروه پامپا انرژیا می‌باشد. این شرکت وظیفه توزیع انرژی الکتریکی برای بزرگترین شرکت برقی مستقر در آرژانتین را برعهده دارد.
شرکت ادنور مالک شبکه‌ای از ۳۴٫۵۰۰ کیلومتر کابل برق در آرژانتین است و با در اختیار داشتن ۲٫۵ میلیون مشترک، در حدود ۱۸٪ درصد از بازار برق این کشور را در کنترل خود دارد.